# Amblypelta cocophaga
Amblypelta cocophaga là một loài côn trùng trong họ Coreidae. Loài này được China miêu tả khoa học đầu tiên năm 1934.
Đây là loài gây hại của cây Agathis macrophylla, phát triển phổ biến ở Quần đảo Solomon.